# Once Upon a Candle
|  | Denne artikel er oprettet af botten PalnaBot ud fra en ekstern database. Den kan derfor have sproglige fejl eller mangler. Denne skabelon kan fjernes efter kontrol af indholdet. |

Once Upon a Candle er en animationsfilm instrueret af Humphrey Erm efter manuskript af Jericca Cleland, Luis Cook.